# Давлекановские стоянки
Давлекановские стоянки — археологические памятники в форме пяти стоянок, выявленные на современной территории города Давлеканово. Многослойное поселение на северо-восточной окраине Давлеканова, на левом берегу реки Дёма, было обитаемо с 12 тыс. до н.э. до 17—16 века до н.э.
Давлекановский археологический комплекс был открыт в 1962 году Г. И. Матвеевой. Более подробно исследован в 1962—1969 годах Г. Н. Матюшиным, В. С. Стоколосом и Э. А. Фёдоровой-Давыдовой, когда было вскрыто 589 м² поверхности. В частности, в 1962—1963 годах Геральдом Матюшиным на Давлекановской стоянке было вскрыто 96 м².  

## Слои поселения

### Д-I
Стоянка мезолита. Найдены костяные гарпуны, наконечники стрел, шилья, кремнёвые ножевидные пластины.

### Д-II
Стоянка неолита (прибельская культура). Выявлен жилищный котлован с 4 очагами. Керамика представлена остродонными сосудами с гребенчатым орнаментом. Найдены двусторонне-обработанные кремнёвые орудия, кости крупного и мелкого рогатого скота, лошади и рыб. В восточной части стоянки обнаружено захоронение мужчины-европеоида с некоторыми чертами монголоидности, жившего в V—IV тысячелетиях до н. э. Умерший погребён на правом боку. По материалам погребения в 1968 году М. М. Герасимовым был реконструирован антропологический тип населения Южного Урала эпохи неолита.

### Д-III
Стоянка энеолита. Керамика представлена сосудами агидельской культуры (круглодонные с венчиком в виде воротничка).

### Д-IV
Стоянка бронзового века. Керамика представлена сосудами абашевской культуры (колоколовидные с геометрическим орнаментом) и срубной культуры (баночной формы, орнаментированы горизонтальными линиями и зигзагами).

### Д-V
Стоянка железного века. В нижних слоях стоянки обнаружены костяные изделия позднего неолита, в верхних — керамика кушнаренковской культуры (тонкостенные сосуды, орнаментированные горизонтальными линиями и оттисками зубчатого штампа). Материалы из Давлеканова хранятся в фондах Института археологии РАН (Москва) и БГУ (ныне Уфимский университет науки и технологий).